# Isaac Mao
Isaac Mao (毛向辉) es un blogger de la República Popular de China. Cofundador de CNBlog.org e investigador en el campo de la enseñanza 2.0. Mao es cofundador de CNBlog.org y co-organizador de la Chinese Blogger Conference (2005 en Shanghái, 2006 en Hangzhou). Participa dando charlas normalmente en Wikimania, la Chinese Internet Conference y en otros eventos globales relacionados con la cultura de Internet.
Recientemente, Mao alcanzó gran resonancia en el mundo de la tecnología y los negocios gracias a una carta abierta a Google, en la que criticaba su cambio de estrategia en cuanto a la censura en China.
Es autor también de "Sharism: A Mind Revolution", que ha sido traducido al castellano.